# Manduca caribbeus
Manduca caribbeus, là một loài bướm đêm thuộc họ Sphingidae. M. caribbeus gặp ở Haiti.